# فرانشيسكا كومينسيني

فرانشيسكا كومينسيني (بالإيطالية: Francesca Comencini) (و. 1961  م) هي مخرجة أفلام، وكاتبة سيناريو إيطالية، ولدت في روما.

## جوائز
حصلت على جوائز منها:
- وسام استحقاق الجمهورية الإيطالية.

## وصلات خارجية
- فرانشيسكا كومينسيني على موقع IMDb (الإنجليزية)
- فرانشيسكا كومينسيني على موقع ألو سيني (الفرنسية)
- فرانشيسكا كومينسيني على موقع أول موفي (الإنجليزية)
- فرانشيسكا كومينسيني على موقع قاعدة بيانات الأفلام السويدية (السويدية)
- فرانشيسكا كومينسيني على موقع قاعدة بيانات الفيلم (الإنجليزية)
- فرانشيسكا كومينسيني على موقع كينوبويسك (الروسية)